# روفیکس
با استفاده از قالب فلزی مشبک روفیکس امکان بتن ریزی همزمان همه طبقات بدون  نیاز به شمع، جک و حذف قالب بندی بدون استفاده از نیروی ماهر امکان‌پذیر خواهد بود که این امر  به جهت پیشرفت کار و سرعت در اجرا  تأثیر بسزایی خواهد داشت. با این روش می‌توان ارتباط با  طبقات با ایمنی کافی  و عدم ریزش و سقوط مصالح را فراهم نموده و  برای افراد حاضر در محل اطمینان خاطر ایجاد نمود.

## معرفی
روفیکس قالب " درجا "یی است  که اغلب برای اجرای سقف‌های مرکب بتنی و دیوارهای یکپارچه از آن استفاده می‌شود. از جمله  خصوصیات روفیکس مانند سبکی، صرفه اقتصادی با توجه به شرایط اقلیمیِ اکثر مناطق ایران، سرعت و سهولت د ر نصب، نیاز به استفاده از آن را اجتنا ب ناپذیر کرده‌است.

## مشخصات فنی
روفیکس صفحه فلزی مشبکی است با هفت ناودانی به شکل  V و تعداد حداقل ۷۰۰۰ شبکه در هر متر مربع می‌باشد. مواد اولیه روفیکس ورق روغنی یا گالوانیزه به ضخامت ۸۰/۰ یا ۷۰/۰ میلی‌متر از نوع DIN 1623-1 یا ST12 شرکت فولاد مبارکه اصفهان است. روفیکس موارد استفاده متفاوتی دارد. یکی از کاربردهای آن، شکل قالب برای سازه‌های مختلف بتنی است.

## تاریخچه
از چهل و پنج سال پیش تا کنون از روفیکس برای ساختن سقف‌های کاذب (بدون نیاز به بستن شبکه میلگرد) در کشورهای صنعتی جهان از این محصول استفاده می‌شده‌است.
مقاومت خمشی قابل توجه روفیکس مهندسین و پژوهشگران را را برآن داشت تا با قراردادن روفیکس بر روی تیرهای فرعی و بتن ریزی بر روی آن، این محصول را به عنوان قالب و همینطور بخشی از فولاد تقویتی مورد استفاده قرار دهند. آزمایش‌های متعدد انجام شده نشان می‌دهد که ترکیب بتن با روفیکس به وسیلهٔ  درگیرشدن بتن در شبکه‌های روفیکس، مقاومت قابل توجهی را در مقابل بارگذاری از خود به نمایش می‌گذارد. از دیگر خواص این روش سبکی بیش از% ۶۵ سقف با قالب فلزی مشبک روفیکس نسبت به سقف‌های متداول است که حدوداً موجب کاهش% ۴۰  وزن مرده ساختمان% ۲۰ کاهش مصرف مصالح فولادی در اسکلت سازه می‌شود.

## مزایا
- سهولت اجرا: نصب روفیکس نیازی به نیروی ماهر از جمله قالب بند ندارد و انجام آن توسط کارگران

ساده ساختمانی بدون مشکلی امکان‌پذیر است.
- ایمنی: همزمان با قرارگیری روفیکس بروی تیرها، شبکه‌ای ایمنی در زیر پای کارگران گسترده می

شده و از سقوط اجسام و افراد، جلوگیری می‌کند.
- سرعت: سرعت قالب بندی با روفیکس به‌طور میانگین در حدود ۸۰۰ متر مربع در روز با دو کارگر می‌باشد که با

وجود پوشش روفیکس در تمام طبقات، می‌توان کلیه طبقات را همزمان بتن ریزی کرد.
- قابلیت اجرا: قابلیت شکل پذیری روفیکس امکان ایجاد فرم‌های پیچیده معماری

را به سهولت به وجود آورده و قالب بندی را امکان‌پذیر می‌کند.
- روفیکس در کاهش وزن و تأثیر رفتار استاتیکی و دینامیک سازه ماثر است.
- سهولت حمل و نقل، ضایعات و حجم ناچیز: بر خلاف مصالحی مانند بلوک سفالی و قالب‌های بتنی، بارگیری، حمل، تخلیه، نگهداری، انبار کردن و مصرف روفیکس ضایعاتی در پی نخواهد  داشت. علاوه بر آن، روفیکس به فضای کمی نیازمند دارد بطوری که یک کامیون به ظرفیت ۱۰ تن قادر است۲۵۰۰ متر مربع قالب روفیکس را حمل کند ومساحت قابل توجهی از روفیکس در گوشه کارگاه ساختمانی قابل انبار کردن است.
- نیاز هر چه کمتر به وسایل جانبی مانند ابزارالات، بالابر، دستگاه جوش و...
- بتن: تراکم کردن بتن توسط تخته ماله نیز امکان‌پذیر است.
- تأسیسات: در روش‌های متداول، شبکه لوله‌های برق، آب و شوفاژ روی سقف قرار می‌گیرد و پس از

پوشاندن سطح توسط پوکه و ماسه-سیمان کف سازی به وسیلهٔ موزاییک، سرامیک یا سنگ صورت می‌پذیرد. این
روش ضخامت سقف را تا ۷ سانتیمتر افزایش می‌دهد و آن را سنگین تر می‌کند. با عبوردادن لوله‌های تأسیسات از فضای بین دو لایه سقف می‌توان ضخامت سقف و وزن آن را به‌طور همزمان کاهش داد. با استفاده از لوله‌های پلیمری و لوله کشی سرد و گرم در داخل ضخامت سقف، مشکلات ناشی ازخوردگی، پوسیدگی و تعمیرات بعدی به شدت کاهش می‌یابد.
- افزایش استحکام سازه: قرار گرفتن روفیکس در سطح زیرین دال و در ناحیهایی که  حداکثر تنش

کششی وجود دارد و قفل شدن بتن در شبکه‌های آن صورت می‌پذیرد و موجب می‌شود که تنش‌های حاصل از بارگذاری به ناودانی‌های روفیکس منتقل شوند. هر ناودانی  روفیکس سطح مقطعی برابر با ۴۰ میلیمتر
مربع (معادل سطح مقطع میلگردی به قطر ۷ میلیمتر) می‌باشد.
- عایق حرارتی و صوتی:  بیشتر انرژی صوت، به هنگام عبور از هوای مسدود داخل سقف، جذب و به انرژی حرارتی تبدیل می‌گردد و نهایتاً میزان ناچیزی از آن به طبقه زیر می‌رسد. بنابراین میزان انرژی صوتی که مابین طبقات منتقل می‌شود، در سقف‌های مرکب روفلکسی کمتر از سقف‌های ضربی و بلوک سفالی است  زیرا جامدات صدا را بیشتر از گازها منتقل می‌کنند. هوای مسدود داخل سقف علاوه بر صدا، عایق حرارتی خوبی در تابستان و زمستان به حساب می‌آید.[۱]

## مزایای اجرایی
1. سرعت و سهولت در اجرا.
2. عدم نیازبه نیروی ماهر.
3. کاهش هزینه مصالح سقف.
4. عدم نیاز به شمع یا جک.
5. بدون نیاز به بالابر ویا جرثقیل برای نصب روی طبقات
6. حذف قالب بندی به روش سنتی.
7. امکان بتن ریزی همزمان همه طبقات.
8. کاهش ضخامت و وزن سقف‌ها.
9. ایمنی بیشتر در مقابل زلزله.
10. کاهش مصرف مصالح دراسکلت ساختمان.
11. ایجاد سقف دوجداره وعایق دربرابرصدا و حرارت.
12. قابلیت عبور تآسیسات از داخل ضخامت سقف
13. جلوگیری از پوسیدگی لوله‌ها.
14. قابلیت شکل پذیری بی نظیر برای ساخت فرم‌های پیچیده.
15. قابلیت حمل مساحت‌های زیاد با صرف حداقل انرژی و هزینه
16. بدون ضایعات در بارگیری، حمل، نگهداری و نصب.[۲]

## کاربردهای روفیکس نسل اول
- انواع سقف، کف و پلکان بتنی
- سقف کاذب
- سقف مرکب بتنی
- دال دوطرفه
- طاق ضربی
- ساخت بام
- ساخت گنبد
- رمپ و پارکینگ
- کف کاذب
- پلکان
- ساخت سازه یا فرم‌های پیجیده نامنظم
- اجرای نمای سه بعدی
- سازه‌های پوسته‌ای
- بتن ریزی حجیم
- درزهای اجرایی
- ساخت جعبه صفحه ستون[۳]